# Leon Soleil
Leon Soleil is een Belgisch historisch merk van tricycles. Hij produceerde in 1898 tricycles in Luik, waarschijnlijk naar het voorbeeld van De Dion-Bouton.